# Saltha
Saltha är ett underdistrikt i Bangladesh. Det ligger i den centrala delen av landet, 70 km sydväst om huvudstaden Dhaka.
Trakten runt Saltha består till största delen av jordbruksmark. Runt Saltha är det tätbefolkat, med 982 invånare per kvadratkilometer.